# شیبانی داندکر
شیبانی داندکر (زادهٔ ۲۷ اوت ۱۹۸۰) خواننده، بازیگر، مجری و مدل هندی است. او حرفه خود را به عنوان مجری تلویزیون در تلویزیون آمریکا آغاز کرد. پس از بازگشت به هند، او شروع به مجری‌گری چند برنامه و رویداد در تلویزیون هند کرد، اضافه بر آن به عنوان مدل و خواننده به فعالیت مشغول گردید.

## دوران کودکی و زندگی شخصی
شیبانی داندکر در شهر پونه در خانواده مراتی متولد شد. او دارای دو خواهر است، یکی از خواهران او انوشا دندکار است که یک بازیگر-خواننده می‌باشد و در بالیوود مشغول به کار است و آپکشا دندکار، دومین خواهر او است. او همراه با خواهران خود، یک گروه موسیقی به نام دی-مجور (D-Major) را تشکیل داد. او بیشترین عمر دوران کودکی خود را در استرالیا و آفریقا طی کرد.

## دوران شغلی

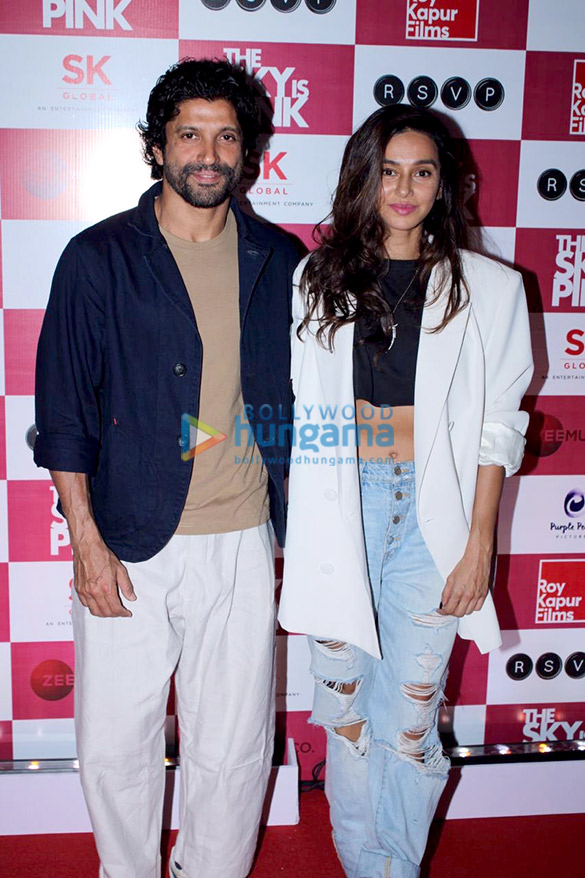
داندکر همراه با فرهان اختر در سال ۲۰۱۹

در سال ۲۰۰۱ او به شهر نیویورک رفت و شروع به کار در تلویزیون آمریکا کرد.او به هند بازگشت و کار خود را به عنوان مجری تلویزیونی ادامه داد، در حالی که در کنار آن، در حرفه مدلینگ هم فعالیت می‌کرد.

## فیلم شناسی
| سال  | فیلم                | نقش                  | زبان  |
| ---- | ------------------- | -------------------- | ----- |
| ۲۰۱۴ | اوقات فراغت         |                      | مراتی |
| ۲۰۱۴ | ستیز                | چاملی                | مراتی |
| ۲۰۱۵ | روی                 | زویا                 | هندی  |
| ۲۰۱۵ | باشکوه              | سونیا                | هندی  |
| ۲۰۱۶ | سلطان               | مجری برنامه تلویزیون | هندی  |
| ۲۰۱۷ | نام من شبانا        | حضور ویژه در یک آهنگ | هندی  |
| ۲۰۱۷ | نور                 | زارا پاتل            | هندی  |
| ۲۰۱۸ | ابرقهرمان بهوش جوشی |                      | هندی  |

## تلویزیون
- 2010 AXN مردان ۲٫۰ به عنوان میزبان
- ۲۰۱۲ می‌پیوندد jaa Dikhhla Jaa 5 به عنوان شرکت کننده
- ۲۰۱۲ مأموریت پوشش شات به عنوان میزبان
- ۲۰۱۳ سبک و این شهر به عنوان میزبان
- ۲۰۱۱–۲۰۱۵ , لیگ برتر انگلیس به عنوان میزبان
- ۲۰۱۵—در حال حاضر مرحله به عنوان میزبان
- ۲۰۱۵ من می‌توانید انجام دهید که به عنوان شرکت کننده
- 2017 Khatron Ke Khiladi به عنوان شرکت کننده
- ۲۰۱۸ مدل بالا هند به عنوان مربی
- 2018 MTV ترول پلیس به عنوان مهمان
- ۲۰۱۸ آس از فضا ۱ به عنوان مهمان